# Marathi
Marathi (मराठी) är ett indoariskt språk som talas i den indiska delstaten Maharashtra. Språket härstammar historiskt från sanskrit, via prakritdialekten maharashtri i Satavahana, och använder samma alfabet som sanskrit och hindi, d.v.s. devanagari.
Språket talas av cirka 90 miljoner människor. Tidigare ansågs konkani vara en dialekt av marathi.

## Grammatik
Marathi är måhända den mest egenartat utvecklade dottern till prakrit och skiljer sig därför mer från alla övriga nyindiska språk än dessa från varandra, även om nu utvecklingen från de äldre formerna gått i samma riktning som i dessa. Deklinationen är rikare och mer invecklad med bibehållande av tre genera, mångfaldiga pluralbildningar, flera kasusformer o.s.v. Konjugationen liknar mer de övriga språkens, med bara två enkla tempusformer, aorist och imperfekt, motsvarande sanskrits presens och imperfekt, samt en mängd av ursprungliga sanskritparticip dels med, dels utan hjälpverb bildade sammansatta tempora.